# 雲浮東駅
雲浮東駅は、 中華人民共和国 広東省 雲浮市 雲安区 都楊鎮にあり 、南広線の高速鉄道の駅で、2014年12月26日に開業し、広州鉄道局の管轄である。 

## 駅周辺
- 蝶采園
- 都楊病院
- 中国郵政貯蓄銀行　都楊支局

## 歴史
- 2014年12月26日に開業した。

## 隣の駅
中国国鉄
南広線
南江口駅　-　雲浮東駅　-　肇慶東駅

## 参考資料
1. ↑  云浮东火车站介绍